# 柴嵩岩
柴嵩岩（1929年10月—），女，辽宁辽阳人，中国中医妇科学家，首都医科大学附属北京中医医院妇科主任医师、教授，第三届国医大师。